# Alphonse Castex
Alphonse Castex (Dacs, Landes, 6 de gener de 1899 - Sent Pau de Dacs, Landes, 16 de desembre de 1969) va ser un jugador de rugbi a 15 francès que va competir a començaments del segle xx.
El 1920 va ser seleccionat per jugar amb la selecció francesa de rugbi a 15 que va prendre part en els Jocs Olímpics d'Anvers, on guanyà la medalla de plata. A nivell de clubs jugà al Racing Club de France.